# La Guerre économique
Ne doit pas être confondu avec Guerre économique.
La Guerre économique est un ouvrage écrit par Pierre Cot et publié en 1973.
Il y démontre que la défaite française de 1940 a surtout été due aux manques de moyens financiers allouées à l'armée française et y développe une nouvelle vision pour une armée française plus performante.